# Burguillos
Burguillos ist eine Gemeinde in der Provinz Sevilla in Spanien mit 7.327 Einwohnern (Stand: 2024). Sie liegt in der Comarca Vega del Guadalquivir in Andalusien. Die Siedlung liegt am rechten Ufer des Guadalquivir.

## Geografie
Die Gemeinde liegt an einer Kreuzung an der alten Route nach Córdoba, die durch Cazalla de la Sierra führte. Die Gemeinde Burguillos grenzt im Süden, Norden und Osten an Alcalá del Río, im Westen an Villaverde del Río und im Norden an Castilblanco de los Arroyos.

## Geschichte
Es gibt Spuren aus der Römischen Ära aber die heutige Siedlung wurde im Mittelalter errichtet.

## Persönlichkeiten
- Marifé de Triana (1936–2013), Sängerin

## Partnergemeinden
Mit den spanischen Gemeinden Burguillos de Toledo in der Provinz Toledo und Burguillos del Cerro in der Provinz Badajoz bestehen Partnerschaften. 